# Agencija Republike Slovenije za javnopravne evidence in storitve
Agencija Republike Slovenije za javnopravne evidence in storitve (kratica AJPES) je javna agencija za zbiranje, obdelovanje, objavljanje in posredovanje podatkov in informacij o poslovnih subjektih. Je osrednja nacionalna institucija na področju registracije poslovnih subjektov. Ustanovljena je bila leta 2002 s Sklepom Vlade Republike Slovenije kot pravna oseba javnega prava. AJPES ima 13 organizacijskih enot, centralo v Ljubljani, izpostave pa so v naslednjih krajih: Ljubljana, Celje, Koper, Kranj, Krško, Maribor, Murska Sobota, Nova Gorica, Novo mesto, Postojna, Trbovlje in Velenje.

## Vsebinska področja in naloge

### Naloge po javnem pooblastilu:
- registracija poslovnih subjektov, vodenje Poslovnega registra Slovenije,
- vodenje drugih registrov (Register transakcijskih računov, Register dejanskih lastnikov, Register zastavnih pravic na premičninah ...),
- zbiranje, obdelovanje, objavljanje in posredovanje letnih in drugih poročil,
- izvajanje statističnih raziskovanj in druga zbiranja podatkov.

### Tržne naloge agencije:
- dejavnost bonitetnega ocenjevanja, izdelava različnih vrst bonitetnih informacij, priprava in vzdrževanje spletnih orodij, spletnih servisov in podatkovnih zbirk z ažurnimi podatki o poslovnih subjektih,
- večstranski pobot obveznosti poslovnih subjektov.

## Zgodovina
Do avgusta 1994 je Služba družbenega knjigovodstva Republike Slovenije (SDK) kontrolirala finančno poslovanje pravnih oseb (interno in eksterno), opravljala plačilni promet v državi, večstranski pobot obveznosti, bonitetno dejavnost in druge naloge. Poslovanje je nadaljevala kot Agencija Republike Slovenije za plačilni promet nadziranje in informiranje. Poleg omenjenih nalog so inšpektorji agencije opravljali tudi revidiranje lastninskega preoblikovanja pravnih oseb. Njeno delo je od aprila 1996, ko je bil velik del nekdanje SDK združen z Republiško upravo za javne prihodke v Davčno upravo Republike Slovenije (DURS), do konca leta 2002 nadaljevala Agencija Republike Slovenije za plačilni promet (APP). Po prehodu plačilnega prometa v banke sta bili v istem letu ustanovljeni Uprava Republike Slovenije za javna plačila (UJP) in Agencija Republike Slovenije za javnopravne evidence in storitve (AJPES), ki je prevzela nekatere naloge APP in začela opravljati nove, državi potrebne storitve. Od 1. 1. 2003 AJPES posluje samostojno kot pravna oseba javnega prava.
AJPES je leta 2002 v vodenje prevzel Poslovni register Slovenije, ki ga je pred tem upravljal Statistični urad Republike Slovenije (SURS). Leta 2005 je postal osrednji registrski organ za samostojne podjetnike, istočasno pa pričel z uvajanjem prvega dela projekta e-VEM (Vse na enem mestu). Leta 2008 je AJPES prevzel upravljanje sodnega registra, ki je tedaj postal del Poslovnega registra Slovenije. AJPES v okviru upravljanja poslovnega registra zagotavlja tudi integracijo s sistemom povezovanja poslovnih registrov - Business Registers Interconnection System (BRIS), ki poenostavlja in avtomatizira komunikacijske načine za izmenjavo podatkov med poslovnimi registri o gospodarskih družbah, njihovih čezmejnih združitvah ter podatkov o podružnicah s sedežem v drugih državah znotraj EU.
Že od leta 1997 je uporabnikom na voljo zbirka finančnih podatkov Fi=Po Finančni Pomočnik, ki na spletnem portalu ponuja vpogled v podatke in kazalnike o poslovanju poslovnih subjektov, omogoča obveščanje o spremembah v poslovanju pri izbranih subjektih, pripravo seznamov za trženje in izdelavo analiz tako posameznega subjekta kot širšega poslovnega okolja, v slovenskem in angleškem jeziku.
Od leta 2004 dalje AJPES vodi Register zastavnih pravic na premičninah, prek katerega notarji in izvršitelji vpisujejo premičnine, na katerih je ustanovljena prostovoljna ali prisilna (rubež) zastavna pravica ali glede katerih je bila odrejena prepoved odtujitve in obremenitve oziroma prepoved razpolaganja. V letu 202 je bil register deležen temeljite vsebinske in informacijske prenove, ki je olajšala in pospešila vpis zastavnih pravic in s tem izboljšala pravno varnost prometa s premičninami.
Izvajanje statističnih raziskovanj je naloga, ki jo je AJPES prevzel od APP, med katerimi so najpomembnejša mesečno zbiranje podatkov o izplačanih plačah pri pravnih osebah zasebnega sektorja in raziskovanji na podlagi podatkov plačilnega prometa (dospele neporavnane obveznosti ter prejemki in izdatki poslovnih subjektov).
Od leta 2003 zbira za potrebe Banke Slovenije podatke za statistiko finančnih računov, ki jih obvezniki poročanja izkazujejo kot terjatev ali obveznost do drugih enot, razvrščenih po Standardni klasifikaciji institucionalnih sektorjev.
Od leta 2008 dalje AJPES zbira prek Informacijskega sistema za posredovanje in analizo podatkov o plačah, drugih izplačilih in številu zaposlenih v javnem sektorju (ISPAP) podatke za vse zaposlene pri pravnih osebah javnega sektorja (proračunskih uporabnikih) z namenom zagotavljanja javnosti plač v javnem sektorju in izdelave analiz na pristojnem ministrstvu, od decembra 2015 dalje pa tudi za namen državne statistike. 
Od leta 2011 dalje AJPES skupaj s Statističnim uradom Republike Slovenije in Banko Slovenije izvaja četrtletno raziskovanje o poslovanju poslovnih subjektov za namen izračunavanja četrtletnega bruto domačega proizvoda (BDP) in drugih kazalnikov za celovito spremljanje tekočih gospodarskih gibanj v državi.
Od decembra 2017 dalje prek sistema eTurizem zbira podatke o gostih in prenočitvah za namen vodenja evidence gostov pri Policiji, za namen spremljanja obračuna in plačila turistične takse s strani občin ter za statistične namene.
Od leta 2008 naprej AJPES zagotavlja tudi storitev uradnih objav v postopkih vpisov v sodni register in objav zaradi insolventnosti, od leta 2012 naprej objavlja tudi podatke in sporočila gospodarskih družb v postopkih statusnega preoblikovanja ter druge podatke in sporočila družb, katerih objavo določa Zakon o gospodarskih družbah ali akt o ustanovitvi družbe.
AJPES je od leta 2008 član mreže Evropskih poslovnih registrov, prek katere omogoča uporabnikom v tujini vpogled v podatke in dokumente o slovenskih gospodarskih družbah in samostojnih podjetnikih, slovenskim uporabnikom pa dostop do podatkov in dokumentov iz poslovnih registrov drugih držav članic mreže.
Vpisnik prostovoljskih organizacij se vodi od leta 2011, v katerega se vpisujejo pravne osebe (prostovoljske organizacije) za potrebe spremljanja prostovoljstva in uveljavljanja pravic in obveznosti prostovoljcev in prostovoljskih organizacij.
Po reformi plačilnega prometa v letu 2002 je AJPES nadaljeval z izvajanjem prostovoljnega večstranskega pobota, od leta 2011 pa izvaja tudi obvezni večstranski pobot obveznosti kot dodatni ukrep za urejanje plačilne discipline in za zmanjševanje medsebojne zadolženosti poslovnih subjektov v državi. Prostovoljni in obvezni pobot izvaja skupaj, enkrat mesečno.
AJPES zbira, obdeluje, posreduje in javno objavlja letna poročila poslovnih subjektov. Prvo javno objavo letnih poročil  za leto 2002 je AJPES izvedel v letu 2003. Poslovni subjekti morajo predložiti tudi druga poročila: zaključna poročila, poročila o prostovoljstvu (za prostovoljske organizacije, prvič za leto 2011), premoženjske bilance (za pravne osebe javnega prava, prvič za leto 2013), poročila o kampanjah pa predložijo organizatorji volilnih in referendumskih kampanj (prvič za leto 2014). Navedena poročila so javno objavljena na spletnih straneh agencije.
Od leta 2014 AJPES vodi Register fizičnih oseb, ki opravljajo dejavnost proizvodnje električne energije, v katerega se vpišejo osebe, ki kot zasebniki opravljajo dejavnost proizvodnje električne energije, dejavnost pa opravljajo le z eno proizvodno napravo na obnovljive vire energije ali za soproizvodnjo z visokim izkoristkom z nazivno močjo do 50 kW. Prav tako od leta 2014 vodi tudi Register zavezancev za informacije javnega značaja, v katerega se vpisujejo državni organi, organi lokalnih skupnosti, javne agencije in skladi ter druge osebe javnega prava, nosilci javnih pooblastil in izvajalci javnih služb ter gospodarske družbe in druge pravne osebe zasebnega prava pod prevladujočim vplivom oseb javnega prava, pri katerih se prevladujoč vpliv izvaja na podlagi večinskega deleža vpisanega kapitala ali pri katerih osebe javnega prava neposredno nastopajo kot ustanovitelji.
Register transakcijskih računov vodi od julija 2010 dalje, podatke zanj pa zagotavljajo ponudniki plačilnih storitev, ki vodijo transakcijske račune. AJPES zagotavlja točnost in ažurnost podatkov o imetnikih transakcijskih računov s povezovanjem registra transakcijskih računov s poslovnim registrom, s centralnim registrom prebivalstva in z davčnim registrom. V letu 2021 je bil register deležen informacijske in vsebinske prenove, saj se na podlagi implementacije evropskih direktiv v njem sedaj vodijo tudi podatki o pooblaščencih na transakcijskih računih, dejanskih lastnikih pravnih oseb in sefih, odprtih v RS ter njihovih najemnikih.
Register protestiranih menic se vodi od leta 2011 dalje, vanj notarji vpisujejo podatke o napravljenih protestih menic zaradi neplačila, če so menice izdali gospodarski subjekti v skladu z zakonom, ki ureja menico.
V letu 2013 je agencija razvila aplikacijo za pametne telefone in tablice mFi=Po, v začetku leta 2015 pa še storitev eOpomnik za dnevno prejemanje obvestil o spremembah v poslovanju po elektronski pošti in prek SMS pri izbranih poslovnih partnerjih ter pregled preteklih sprememb v spletni aplikaciji. Obe storitvi sta bili v letu 2018 vključeni v storitev Fi=Po Finančni pomočnik.
Seznam posameznikov, ki opravljajo osebno dopolnilno delo, se vodi od leta 2015, v katerega mora fizična oseba priglasiti pričetek ali opustitev dela. Vrsta del, ki jih posameznik lahko opravlja je določena v podzakonskem aktu in se deli na vrsto del, ki jih posameznik ne more ali pa sme opravljati tudi za pravno osebo, tuj pravni subjekt ali samozaposleno osebo.
AJPES je konec leta 2017 vzpostavil Register nastanitvenih obratov (RNO) v okviru projekta eTurizem. RNO je informatizirana javna zbirka podatkov, v katero izvajalci nastanitvene dejavnosti vpisujejo nastanitvene obrate. Z vzpostavitvijo registra so bili vzpostavljeni pogoji za izvedbo enotnega poročanja v okviru eTurizma.
AJPES je v decembru 2017 vzpostavil aplikacijo za vpis podatkov v Register dejanskih lastnikov (RDL) in 19. 1. 2018 na spletnem portalu omogočil dostop do podatkov o dejanskih lastnikih. 
AJPES je v letu 2018 vzpostavil Evidenco nevladnih organizacij v javnem interesu (ENO), v katero ministrstva vpisujejo podatke o nevladnih organizacijah, podatke o področjih, na katerih imajo le-te podeljen status delovanja v javnem interesu, podatke o podelitvi oziroma odvzemu statusa ter podatke o pristojnem ministrstvu. 

## Organizacija
Sklep o ustanovitvi Agencije Republike Slovenije za javnopravne evidence in storitve določa, da sta organa agencije 5-članski Svet AJPES in direktor. Člane Sveta AJPES in direktorja imenuje in razrešuje Vlada Republike Slovenije.

### Direktorji AJPES (in mandati):
- Tomaž Klemenc (2024 – 2029)

- mag. Mojca Kunšek (2013 – 2018, 2018 - 2023)
- mag. Romana Logar (2008 – 2013)
- Darinka Pozvek (2002 – 2008)